# بالدوین هاربور (نیویورک)
بالدوین هاربور (به انگلیسی: Baldwin Harbor) یک منطقهٔ مسکونی در ایالات متحده آمریکا است که در شهرستان نساو، نیویورک واقع شده‌است. بالدوین هاربور ۴٫۴ کیلومتر مربع مساحت و ۸٬۱۰۲ نفر جمعیت دارد و ۳ متر بالاتر از سطح دریا واقع شده‌است.